# Spermophilus alashanicus
Spermophilus alashanicus là một loài động vật có vú trong họ Sóc, bộ Gặm nhấm. Loài này được Büchner mô tả năm 1888.